# Manon Auger
Manon Auger est une écrivaine québécoise, chercheuse et enseignante, spécialiste de littérature québécoise et de création littéraire.

## Biographie
Originaire de la région de Portneuf[Lequel ?], elle fait des études de lettres à l’Université Laval puis à l’Université du Québec à Montréal, où elle obtient un doctorat en études littéraires. Depuis la fin de ses études, elle partage son temps entre la recherche, l’enseignement universitaire et la création. Sa thèse, Journaux intimes et personnels au Québec (PUM, 2017) a obtenu le prix Jean-Éthier-Blais de la critique.
Par la suite, elle publie deux romans chez Leméac : Année ou le livre d’Émilie (2019) et Éloïse ou le violon (2022).
En 2024, elle publie un essai littéraire chez Nota Bene, intitulé Éminentes Victoriennes : Laure Conan, Henriette Dessaulles, Azélie Papineau et Joséphine Marchand.

## Œuvres

### Année ou le livre d’Émilie
Ce premier roman est paru chez Leméac en 2019 et « s’inspire ouvertement du roman d’Emily Brontë, de sa poésie, ainsi que de sa vie ». L’éditeur le décrit comme un « récit d’apprentissage au féminin teinté d’accents gothiques » et qui « réinvente l’univers tourmenté de l’écrivaine anglaise pour le transposer […] dans un territoire canadien, à mi-chemin entre le réel et l’imaginaire »

### Éloïse ou le violon
Ce deuxième roman est paru chez Leméac en 2022 et se passe pendant la Grande Dépression (1929-1939). On y sent cette fois l’influence d’Anne Hébert et de Vladimir Nabokov. En entrevue, l’autrice affirme d’ailleurs avoir « travaillé avec les figures féminines des contes de fées et celle de la petite fille dans l’imaginaire occidental ». Elle ajoute être aussi « allée du côté de la figure de femme plus adulte — ou plus controversée —, comme la figure de Lolita et celle de la sorcière. »
Dans Le Devoir, Manon Dumais décrit ce roman ainsi : « Éloge vibrant de l’imaginaire et critique virulente du patriarcat, Éloïse ou le violon s’avère un roman d’une sombre et sulfureuse beauté rappelant les plus cruels contes pour enfants. »

### Éminentes Victoriennes
Ce troisième titre est paru chez Nota Bene en 2024, dans la collection d’essais « Penser avec les mains » dirigée par Étienne Beaulieu. Il s’agit d’une biofiction – soit une œuvre qui mélange à la fois la vérité historique et les pouvoirs d’une mise en récit subjective – portant sur quatre femmes ayant vécu au Québec au XIXe siècle, soit Laure Conan (reconnue comme la première romancière du Québec), Azélie Papineau (fille de Louis-Joseph Papineau et épouse de Napoléon Bourassa), Henriette Dessaulles et Joséphine Marchand (deux pionnières du journalisme au féminin).
Le titre de ce recueil de portraits est un clin d’œil ironique à l’ouvrage Eminent Victorians de Lytton Strachey, puisque les femmes dont il est question ont largement été oubliées par l’histoire officielle canadienne. L’autrice, qui a côtoyé les écrits de ses femmes notamment lors de ses recherches universitaires, signale dans sa préface qu'elle voulait trouver une façon moins « normée » de parler d’elles, voire en inventer une toute nouvelle. Ainsi, « Laure Conan apparaît dans un portrait kaléidoscopique, faisant dialoguer, sous forme de fragments, le passé et le présent. Henriette Dessaulles fait l’objet d’un scénario. Azélie Papineau s’incarne à travers un ‘récit des derniers jours’, une fiction narrative qui lui donne enfin la parole. Joséphine Marchand est dépeinte dans un essai biographique permettant de réfléchir à son héritage féministe. »
Dans cet ouvrage, l’autrice cherche également à retracer l’influence de l’époque victorienne sur le mode de vie canadien-français et ses répercussions sur les femmes.